# FC Kryvbas

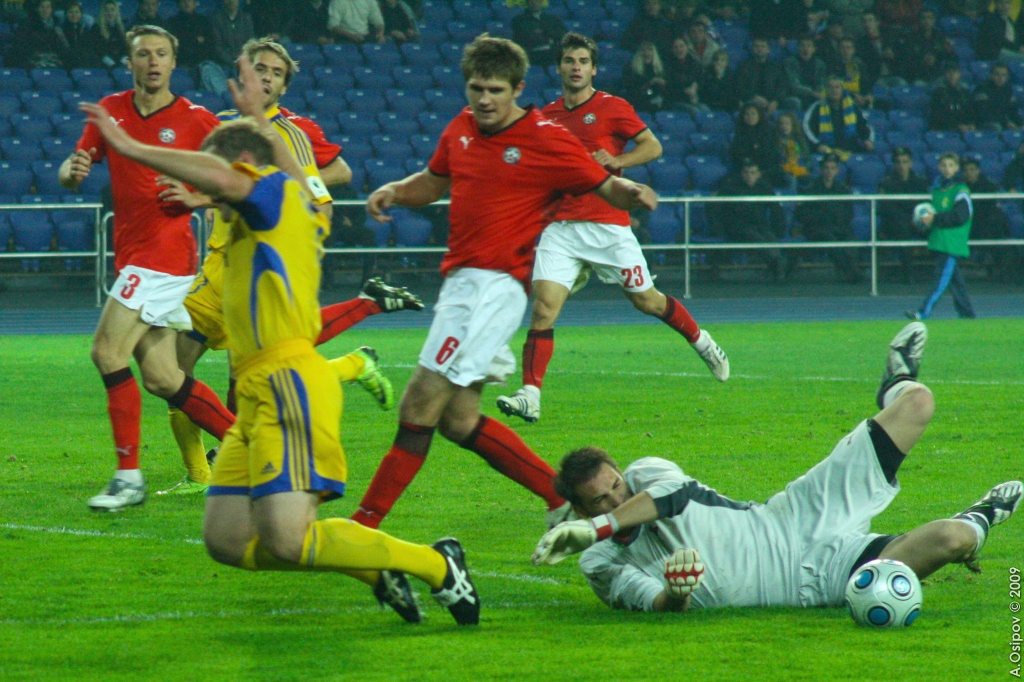
Kryvbas ante Metalist Járkov en 2008

El FC Kryvbas Kryvyi Rih (en ucraniano: Футбольний Клуб Кривбас Кривий Ріг) fue un club de fútbol ucraniano de la ciudad de Kryvyi Rih. Fue fundado en 1959 y jugaba en la Liga Amateur de Ucrania hasta su desaparición en 2020 luego de fusionarse con el Hirnyk Kryvyi Rih.

## Palmarés

### Unión Soviética
- Liga Soviética de Ucrania (4): 1971, 1975, 1976, 1981

### Ucrania
- Persha Liha (1): 1992